# Tagaküla (Võru)
Tagaküla – wieś w Estonii, w prowincji Võru, w gminie Võru. 